# Raid on Bungeling Bay
Raid on Bungeling Bay ist ein Actionspiel, das ab 1984 auf diversen Systemen veröffentlicht wurde.

## Handlung
Das Bungeling Empire will mithilfe der War Machine die Welt erobern. Da die Maschine noch nicht fertiggestellt ist, nutzt die Spezialeinheit Forces of Good die Möglichkeit, um gerade noch rechtzeitig einzugreifen. Neben der War Machine baut das Bungeling Empire während des Spielgeschehens ein Battleship.

### Gameplay
Der Spieler startet vom Flugzeugträger Adequate und hat fünf Hubschrauber vom (fiktiven) Typ Wildfire Z39 zur Verfügung. Die Anzahl der Hubschrauber steht für die Leben, die man zur Verfügung hat. Das Ziel ist es, sechs Fabriken zu zerstören, um die Fertigstellung der War Machine zu verhindern. Ist das oben genannte Battleship erst einmal vom Stapel gelaufen, wird es den Flugzeugträger ausfindig machen und ihn versenken. Den Stapellauf kann man durch erfolgreiche Bombardierung der Werft zumindest hinauszögern, auf hoher See kann es endgültig vernichtet werden.
Je nachdem, wie viele Leben man verloren hat, kann man bei Spielende einen jeweils anderen Zeitungsartikel lesen. Bei Erfolg wird eine Siegesparade abgehalten.

## Kritiken
Das Spiel erhielt im Schnitt überwiegend gute Kritiken.

## Sonstiges
Raid on Bungeling Bay war das erste Spiel, das von Will Wright programmiert wurde.
In Deutschland erschien das Spiel 1985 auch als übersetzte Version im Sonnenverlag unter dem Titel Angriff auf den Archipel und wurde im Februar 1987 durch die Bundesprüfstelle für jugendgefährdende Schriften indiziert. In der Begründung wird das Spiel als kriegsverharmlosend und kriegsverherrlichend beschrieben. Nach Ablauf der 25-Jahres-Frist wurde das Spiel im Januar 2012 wieder vom Index gestrichen.